# Filodes mirificalis
Filodes mirificalis is een vlinder uit de familie van de grasmotten (Crambidae), uit de onderfamilie van de Spilomelinae. De wetenschappelijke naam van deze soort is voor het eerst voorgesteld als Auxomitia mirificalis door Julius Lederer in een publicatie uit 1863.
De soort komt voor op de Nicobaren, een eilandengroep in de Golf van Bengalen behorende tot India.